# Suure-Rootsi
Koordinaten: 58° 13′ N, 22° 43′ O
Suure-Rootsi (deutsch Groß-Rotsi) ist ein Dorf (estnisch küla) auf der größten estnischen Insel Saaremaa. Es gehört zur Landgemeinde Saaremaa (bis 2017: Landgemeinde Pihtla) im Kreis Saare.

## Einwohnerschaft und Lage
Das Dorf hat 58 Einwohner (Stand 31. Dezember 2021). Es liegt an Ostküste der Halbinsel Vätta (Vätta poolsaar), an der Ostsee-Bucht Sutu (Sutu laht).
Zum Gebiet des Dorfes gehört auch der Kleinhafen Kärsa (Kärsa sadam).

## Geschichte
Das Dorf wurde wie sein Nachbarort Väike-Rootsi erstmals 1497 unter dem Namen Vettel urkundlich erwähnt. Es war damals von Schweden bewohnt. Rootsi bedeutet auf Estnisch „Schweden“, Suur heißt „groß“.

## Persönlichkeiten
In Suure-Rootsi wurde der estnische Schriftsteller Albert Uustulnd (1925–1997) geboren.